# Plagiochila richteri
Plagiochila richteri là một loài rêu trong họ Plagiochilaceae. Loài này được Stephani ex S.C. Srivast. & R. Dixit mô tả khoa học đầu tiên năm 1995.